# Tour della Bessanese
Il Tour della Bessanese è un percorso escursionistico a forma di anello intorno all'Uia di Bessanese. Ha come punti di appoggio alcuni rifugi costruiti intorno alla poderosa montagna delle Alpi Graie. 

## Rifugi alpini
I rifugi interessati dal tour sono:
- Rifugio Bartolomeo Gastaldi - 2.659 m - in alta val d'Ala
- Rifugio Luigi Cibrario - 2.616 m - in alta valle di Viù
- Rifugio dell'Averole - 2.210 m - in alta Moriana.

## Tappe
Il percorso può essere svolto in quattro giorni salendo ad uno dei rifugi interessati e, passando per gli altri due, ritornare al rifugio di partenza. L'itinerario prevede il superamento di 2.250 metri di dislivello positivo e presenta difficoltà escursionistiche di tipo EE (Escursionisti Esperti).

### Dal Rifugio Gastaldi al Rifugio Cibrario
La tappa si snoda nei seguenti punti:
- Collarin d'Arnas - 2.851 m,
- Bivacco san Camillo (nei pressi del lago della Rossa) - 2.718 m,
- Colle Altare - 2.901
- Rifugio Luigi Cibrario

### Dal Rifugio Cibrario al Rifugio dell'Averole
La tappa si snoda nei seguenti punti:
- Col Sulè
- Colle dell'Autaret - 3.071
- Rifugio dell'Averole

### Dal rifugio dell'Averole al Rifugio Gastaldi
La tappa si snoda nei seguenti punti:
- Passo Collerin - 3.202 m
- Ghiacciaio del Gias
- Pian Gias - 2.600 m
- Rifugio Bartolomeo Gastaldi